# Different Light
Albums de The Bangles
All Over the Place
(1984) Everything
(1988)
Singles
1. Manic Monday
Sortie : 27 janvier 1986
2. If She Knew What She Wants
Sortie : avril 1986
3. Walk Like an Egyptian
Sortie : 2 septembre 1986
4. Walking Down Your Street
Sortie : janvier 1987
5. Following
Sortie : avril 1987

Different Light est le 2e album du groupe américain de rock The Bangles, publié en 1986 par Columbia Records.

## Liste des chansons
| No  | Titre                      | Auteur                                          | Durée |
| --- | -------------------------- | ----------------------------------------------- | ----- |
| 1.  | Manic Monday               | Prince                                          | 3:06  |
| 2.  | In a Different Light       | Susanna Hoffs, Vicki Peterson                   | 2:52  |
| 3.  | Walking Down Your Street   | Louis Gutierrez, Hoffs, David Kahne             | 3:04  |
| 4.  | Walk Like an Egyptian      | Liam Sternberg                                  | 3:24  |
| 5.  | Standing in the Hallway    | Hoffs, Kahne, Debbi Peterson, V. Peterson       | 2:56  |
| 6.  | Return Post                | Hoffs, V. Peterson                              | 4:22  |
| 7.  | If She Knew What She Wants | Jules Shear                                     | 3:49  |
| 8.  | Let It Go                  | Hoffs, D. Peterson, V. Peterson, Michael Steele | 2:32  |
| 9.  | September Gurls            | Alex Chilton                                    | 2:45  |
| 10. | Angels Don't Fall in Love  | Hoffs, V. Peterson                              | 3:23  |
| 11. | Following                  | Steele                                          | 3:21  |
| 12. | Not Like You               | Hoffs, Kahne, D. Peterson                       | 3:06  |

## Classements et certifications

### Classements
| Classement musical             | Meilleure position |
| ------------------------------ | ------------------ |
| Allemagne (Media Control AG)   | 21                 |
| Australie (ARIA)               | 2                  |
| Canada (Canadian Albums Chart) | 19                 |
| États-Unis (Billboard 200)     | 2                  |
| Norvège (VG-lista)             | 5                  |
| Nouvelle-Zélande (RIANZ)       | 4                  |
| Pays-Bas (Mega Album Top 100)  | 26                 |
| Royaume-Uni (UK Albums Chart)  | 3                  |
| Suède (Sverigetopplistan)      | 24                 |
| Suisse (Schweizer Hitparade)   | 16                 |

| Pays        | Ventes      | Certifications |
| ----------- | ----------- | -------------- |
| Canada      | 200 000 +   | 2 × Platine    |
| États-Unis  | 3 000 000 + | 3 × Platine    |
| Royaume-Uni | 300 000 +   | Platine        |

## Accueil critique
Sal Cinquemani, de Slant Magazine, lui donne 4 étoiles sur 5. Mark Deming, d'AllMusic, lui donne 3 étoiles sur 5. Robert Christgau lui donne la note de B.